# Ikarus C63
Az Ikarus C63 elővárosi-városi szóló autóbuszt 1998-ban mutatta be az Ikarusbus Rt. Az elődjére, a 263-as modellre számos paraméterében egyezik, vagy hasonlít.
Összesen három darab készült csak belőle, mindegyik különböző altípusú.
Az első 2 példányt még Ikarus 263-asként papírozták le.

## Altípusok
- Ikarus C63.11: 1998-ban gyártották. Lengő középső- illetve hátsó ajtóval, valamint kör alakú hátsó lámpabúrákkal rendelkezik. Rendszáma GTU-458. 2007-ig Székesfehérvárott közlekedett helyi viszonylatban, onnantól 2012 októberéig Dunaújvárosban. Azóta átalakítva filmkészítők kiszolgálójárműve PBA-928 rendszámmal. 2020 júniusában leállították.[1]
- Ikarus C63.13: Szintén 1998-ban gyártották. Egyedül ebben található DAF motor, ami miatt a középső ajtaja lényegesen előrébb helyezkedik el. GTU-551 rendszámmal közlekedett Székesfehérvárott, majd JMF-659-ként, már így került át Dunaújvárosba. 2022 januárjában selejtezték.[2]
- Ikarus C63.16A1: 2001-es gyártású, HSX-486 forgalmi rendszámú autóbusz. Kecskemét és Baja környéki helyközi járatokon volt megtalálható. 2022 decemberében selejtezték.[3]